# Acropyga wheeleri
Acropyga wheeleri är en myrart som beskrevs av Mann 1922. Acropyga wheeleri ingår i släktet Acropyga och familjen myror. Inga underarter finns listade i Catalogue of Life.